# 小口貴子
小口 貴子（おぐち たかこ、1984年8月8日 - ）は、石川県輪島市出身のスケルトン選手。丸善食品工業所属。
旧姓、大向（おおむかい）。

## 来歴
輪島市立松陵中学校、石川県立輪島高等学校を卒業後、仙台大学に進学、大学2年生の時にスケルトンを始める。2005年にアメリカズカップに初参戦、2007年、父親の介護のため競技を離れるも、2008年に現役復帰。長野市のそり競技施設「長野市ボブスレー・リュージュパーク」で職員として働きながら競技を続ける。2010年に全日本スケルトン選手権大会で2位、2011年には全日本チャレンジカップ優勝。2012年に丸善食品工業に就職。2013年からワールドカップ参戦、2014年には全日本プッシュ選手権優勝、2015年に入籍。
2018年1月29日に急遽、他国の出場枠返上により2018年平昌オリンピックのスケルトン代表に決定。大会では自己ベストの53秒11を出したが、19位に終わった。

## 人物
- 祖父は元輪島市長の大向貢[4]。
- 夫は2002年ソルトレイクシティオリンピック、2006年トリノオリンピック、2010年バンクーバーオリンピックのリュージュ元日本代表、小口貴久[4]。
- 保健体育教諭、栄養教諭、栄養士、調理師の資格を持つ[9][3]。